# La langouste ne passera pas
 (novembre 2010).
Si vous disposez d'ouvrages ou d'articles de référence ou si vous connaissez des sites web de qualité traitant du thème abordé ici, merci de compléter l'article en donnant les références utiles à sa vérifiabilité et en les liant à la section « Notes et références ».
La langouste ne passera pas est une bande dessinée de Jean Yanne (scénario et dialogues) et Tito Topin (dessin et couleurs), parue en 1969.
Initialement publiée en feuilleton dans les colonnes de l'hebdomadaire Télé 7 jours, elle est ensuite parue en album, chez Casterman, comme du premier volume de la série Les Dossiers du BIDE.
Bande dessinée de 48 pages couleur. Format 24x32 reliure à la française.
Bande dessinée satirico-politique humoristique, mettant en scène une équipe peu sérieuse, mandatée par les pays du monde, pour garantir la paix dans le monde, et dont le quartier général se cache sous l'Arc de triomphe à Paris.
Scénario : on découvre, grâce à l'ordinateur en forme de flipper du B.I.D.E. (Bureau d'investigation pour la défense des espèces), que la vitamine L, contenue dans les langoustes, est la vitamine de paix. L'ONU diffuse la nouvelle et le monde s'empare de la langouste, déclinée politiquement, idéologiquement, dans la mode, la culture, la musique... Mais les langoustes disparaissent mystérieusement dans le monde. L'équipe du BIDE découvre qu'une langouste extraterrestre très développée est venue pour sauver ses consœurs, mais découvre que sur la Terre, elles sont idiotes, et tout juste bonnes à être mangées ; alors que sur sa planète c'est l'inverse : l'homme est un animal primaire, et consommé en boîtes.
L'histoire tourne en dérision la société, avec de multiples clichés, on y reconnaît bien l'humour caustique de Jean Yanne (chanteur, humoriste, acteur, auteur, réalisateur, producteur et compositeur français). 
À sa sortie en 1969, ce fut un énorme succès de librairie, probablement une des premières bandes dessinées pour adultes à rencontrer un succès populaire en album.
Le second volume, Voyage au centre de la C...ulture  eut moins de succès, avec pourtant le même talent scénaristique et graphique.
Les deux volumes sont souvent cités en tant que création libertaire innovante, au même titre que Pravda la survireuse de Guy Peellaert. 
Les deux volumes furent réédités par Casterman en 2011, avec de nouvelles couvertures.